# Chara (stjärna)
Chara eller Beta Canum Venaticorum (β Canum Venaticorum, förkortat Beta CVn, β CVn), som är stjärnans Bayerbeteckning är den ljusaste stjärnan i mellersta delen av stjärnbilden Jakthundarna. Den är en ensam stjärna som har en skenbar magnitud på +4,26. Baserat på parallaxmätning inom Hipparcosuppdraget på ca 118,5 mas, beräknas den befinna sig på ett avstånd på ca 28 ljusår (ca 8,5 parsek) från solen. Tillsammans med den ljusare stjärnan Cor Caroli bildar paret den "södra hunden" i denna konstellation som representerar jakthundar. Sedan 1943 har spektret för stjärnan fungerat som en av de stabila ankarpunkterna som andra stjärnor klassificeras efter.

## Nomenklatur
Det traditionella namnet Chara användes ursprungligen för "södra hunden", men det kom senare att användas för att specifikt gälla Beta Canum Venaticorum. Chara (χαρά) betyder "glädje" på grekiska.
År 2016 organiserade Internationella astronomiska unionen en arbetsgrupp för stjärnnamn (WGSN) med uppgift att katalogisera och standardisera riktiga namn för stjärnor. WGSN fastställde namnet Chara för Beta Canum Venatocorum i juli 2016 och detta är nu inskrivet i IAU:s Catalog of Star Names.

## Egenskaper
Beta Canum Venaticorum är en gul till vit stjärna i huvudserien av spektralklass G0 V. Den har en massa som är lika stor som solens massa, en radie som är omkring tio procent större än solens och utsänder från dess fotosfär omkring 15 procent mera energi än solen vid en effektiv temperatur av ca 5 600 K.
Stjärnans spektrum visar en mycket svag emissionslinje av enkeljoniserat kalcium (Ca II) från kromosfären, vilket gör den till en användbar referensstjärna för ett referensspektrum för att jämföra med andra stjärnor i en liknande spektralkategori. (Ca-II-emissionslinjerna är lättillgängliga och kan användas för att mäta aktivitetsnivån i en stjärnas kromosfär.)
Beta Canum Venaticorum anses vara metallfattig, vilket innebär att den har en något lägre del av elementen tyngre än helium jämfört med solen. När det gäller massa, ålder och evolutionär status är stjärnan mycket lik solen. Som ett resultat har den kallats en solanalog.
Tidigare antogs den vara en spektroskopisk dubbelstjärna. Ytterligare analys av data har emellertid inte bekräftat detta. En sökning år 2005 efter en brun dvärg i omlopp kring stjärnan misslyckades, åtminstone ner till känslighetsgränsen för det använda instrumentet.